# Reprezentacja Macedonii na Mistrzostwach Świata w Narciarstwie Klasycznym 2007
Reprezentacja Macedonii na Mistrzostwach Świata w Narciarstwie Klasycznym 2007 liczyła 4 sportowców. Najlepszym wynikiem było 97. miejsce Darko Damianowskiego w biegu mężczyzn na 15 km.

## Medale

### Złote medale
Brak

### Srebrne medale
Brak

### Brązowe medale
Brak

## Wyniki

### Biegi narciarskie mężczyzn
Bieg na 15 km
- Darko Damianowski – 97. miejsce
- Borce Jowanoski – 109. miejsce
- Igor Ilieski – 110. miejsce
- Gjoko Dineski – 113. miejsce